# 学校法人桐朋学園
学校法人桐朋学園（がっこうほうじんとうほうがくえん）は、日本の学校法人。東京都調布市若葉町1-41-1に所在する仙川キャンパスのポロニア館に法人本部を置く。「男子部門」、「女子部門」、「音楽部門」の3つの異なる部門に分かれている。
|          | 学校                         | キャンパス所在地                        | 最寄駅        | 学部     | 学科       | 備考 |
| -------- | ---------------------------- | --------------------------------------- | ------------- | -------- | ---------- | --- |
| 男子部門 | 桐朋学園小学校               | 東京都国立市中                          | 国立駅        | -        | -          | 「男子部門」であるが男女共学 |
| 男子部門 | 桐朋中学校・高等学校         | 東京都国立市中                          | 国立駅        | 普通科   | 普通科     | 中高一貫教育の男子校 |
| 女子部門 | 桐朋幼稚園                   | 東京都調布市若葉町                      | 仙川駅        | -        | -          | 「女子部門」であるが男女共学 |
| 女子部門 | 桐朋小学校                   | 東京都調布市若葉町                      | 仙川駅        | -        | -          | 「女子部門」であるが男女共学 |
| 女子部門 | 桐朋女子中学校・高等学校     | 東京都調布市若葉町                      | 仙川駅        | 普通科   | 普通科     | |
| 女子部門 | 桐朋学園芸術短期大学         | 東京都調布市若葉町                      | 仙川駅        | 芸術科   | 本科       | 「女子部門」であるが男女共学 |
| 女子部門 | 桐朋学園芸術短期大学         | 東京都調布市若葉町                      | 仙川駅        | 芸術科   | 専攻科     | 「女子部門」であるが男女共学 |
| 音楽部門 | 子供のための音楽教室         | 東京都調布市若葉町                      | 仙川駅        | -        | -          | 現在、日本全国に29教室ある |
| 音楽部門 | 桐朋女子高等学校             | 東京都調布市若葉町                      | 仙川駅        | 音楽科   | 音楽科     | 「女子高等学校」であるが男女共学                                                                                                   |
| 音楽部門 | 桐朋学園大学                 | 東京都調布市若葉町 東京都調布市調布ヶ丘 | 仙川駅 調布駅 | 音楽学部 | 音楽学科   | 学士が授与されないディプロマ・コース（カレッジ・ディプロマ・コース、ソリスト・ディプロマ・コース）といった科目履修生のコースもある |
| 音楽部門 | 桐朋学園大学                 | 東京都調布市若葉町 東京都調布市調布ヶ丘 | 仙川駅 調布駅 | 大学院   | 音楽研究科 | 修士課程／博士後期課程 |
| 音楽部門 | 桐朋学園大学院大学           | 富山県富山市                            | 呉羽駅        | -        | 音楽研究科 | 学部を設置せず大学院のみを設置する大学で大学院修士課程のみ設置                                                                     |
| 音楽部門 | 桐朋オーケストラ・アカデミー | 富山県富山市                            | 呉羽駅        | -        | -          | 桐朋学園大学院大学が管理運営する音楽学校                                                                                           |

東京の国立のキャンパスは広々として、仙川は今は手狭な印象はあるにせよ、それぞれ武蔵野の林や田園に囲まれ、「桐朋学園に学ぶ、あるいは、遊ぶ」というアイデンティティをもつ在校生、卒業生は少なくない。戦後初代の理事長・校長務台理作の「人間教育」の理想を掲げ、一方旧制中学校、女学校時代以来の一貫教育も謳っている。また地方からなどの転入転出も多い。帰国子女も初期から受け入れてきた。

## 男子部門
- 桐朋学園小学校 ※男女共学
- 桐朋中学校・高等学校

## 女子部門
- 桐朋幼稚園 ※男女共学
- 桐朋小学校 ※男女共学
- 桐朋女子中学校・高等学校普通科
- 桐朋学園芸術短期大学 ※男女共学

## 音楽部門
- 子供のための音楽教室
- 桐朋女子高等学校音楽科 ※男女共学
- 桐朋学園大学
- 桐朋学園大学院大学（富山市）
- 桐朋オーケストラ・アカデミー（富山市）